# Santiago del Estero
|  | Per a altres significats, vegeu «província de Santiago del Estero». |

Santiago del Estero és una ciutat argentina, capital de la província homònima. Està situada en el departament Capital, a la vora del riu Dolç. La ciutat té interès turístic i històric, com la Catedral, el Convent de Santo Domingo i el Museu Arqueològic Provincial.

## Història

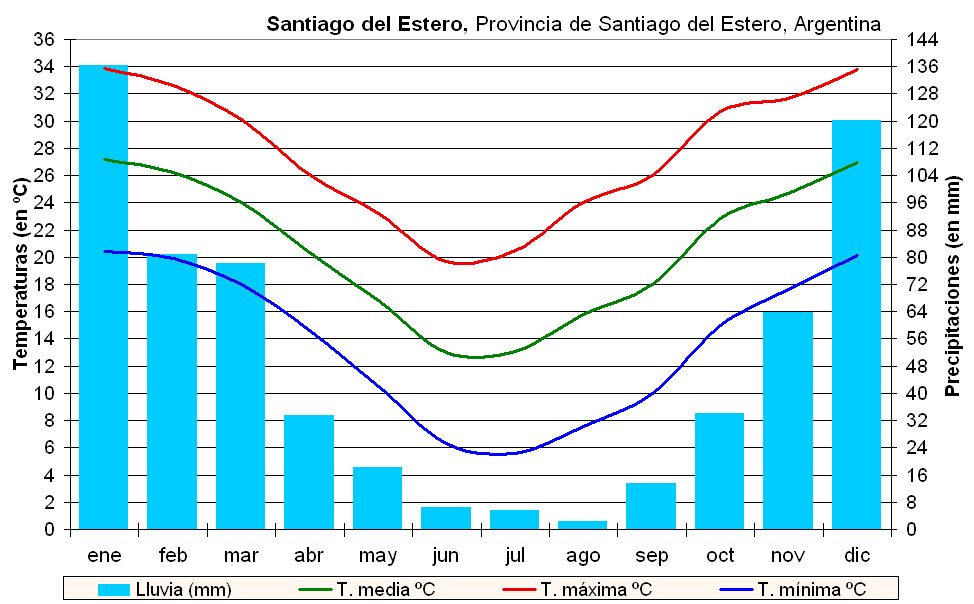
Climograma de Santiago del Estero

1550 Juan Núñez del Prado funda, dintre de la Jurisdicció del Tucumán, la ciutat "El Barco", en base de la provisió real atorgada pel llicenciat Pedro de La Gasca. El juliol de 1552, per múltiples raons, va traslladar la ciutat "El Barco", assentant-la en el marge dret del riu del Estero (riu Dolç). El febrer de 1553, va arribar a aquest tercer assentament Francisco de Aguirre, qui el prengué per la força, capturant Núñez de Prado i enviant-lo a Xile, tot això per ordre de Pedro de Valdivia. Al procedir així pretenia ampliar la jurisdicció xilena cap al sud i l'orient. Valdivia i Aguirre van violar expresses disposicions superiors que assenyalaven que si trobaven que un altre hagués fundat una ciutat dintre de la seva jurisdicció havien d'esperar fins que l'autoritat més alta resolgués. Per tant, Aguirre va usurpar el govern de la ciutat "el Barco". El desembre de 1553 Aguirre trasllada la ciutat, canviant-li el nom, pel que la Ciutat de El Barco "mai va ser extinta". Aguirre no va portar mandat de fundar, sinó de governar.
1556, Aguirre va cometre excessos en la seva actuació, per la qual cosa els seus oficials el van lliurar al Sant Ofici i el 1570 va ser bandejat del Tucumán, morint en La Serena. L'Audiència de Lima va ordenar a Núñez de Prat tornar per a ser "restablert amb tots els honors en el govern". Amb això va voler deixar clar que la jurisdicció del Tucumán depenia del Perú i no de Xile. La Comissió Especial Nacional de l'Acadèmia Nacional d'Història, creada amb motiu del festeig dels 400 anys de Santiago del Estero, va dictaminar que "ha de tenir-se com fundador de Santiago del Estero a l'insigne Capità Don Juan Núñez de Prado i com a data fundacional la del 24 de juny de 1550 i assenyalar el 23 de desembre de 1553 com la corresponent al trasllat efectuat per Aguirre".

### Fundador de la ciutat de ciutats
Les opinions estan dividides entre els qui sostenen com a fundador el capità Juan Núñez de Prado i els qui afirmen que va ser el capità Francisco de Aguirre. La història colonial argentina i la de l'Amèrica espanyola, que s'ha escrit tenint en compte diverses classes de documentacions, unes de caràcter oficial i altres emanades dels cronistes, expressen l'evolució històrica dels pobles. El Dr. Levene va ser el gran visionari, que va donar a llum els vells "infolios" dels llibres capitulars i a través dels quals es registra pas a pas la vida múltiple de les ciutats colonials, cèl·lules primitives de les urbs modernes de les quals actualment s'admira la seva transformació. D'acord amb les asseveracions del Dr. Alfredo Gargaro en la seva Introducció a les Actes Capitulars de Santiago del Estero, "solament ha estat possible trobar l'Acta del 17 de març de 1554, on es troba la preciosa documentació que va presentar Francisco de Aguirre al prendre possessió del govern del Tucuman, per mort de Valdivia", document inèdit la còpia del qual conservava un besnet del fundador de Santiago del Estero, el Capità Jerónimo Pastere i Aguirre, qui ho va presentar per a fer valer els seus mèrits i ascendència el 1627 davant les autoritats xilenes, inserit en l'expedient respectiu de l'Arxiu de la Reial Audiència de Xile.
La pèrdua de les Actes, que abasten prop de dos segles, va privar del coneixement de la vida realitzada en la més antiga ciutat argentina, que en els seus primers anys d'existència va desenvolupar una fecunda acció en benefici de nombrosos pobles i sent cabdal per molt temps de la província del Tucuman. Va rebre per mà de les Reials Cèdules els títols de "Ciutat", el 19 de febrer de 1577, i de "Molt Noble", el 22 de maig del mateix any. En aquesta última data també va rebre la concessió de l'escut d'armes, el qual consistia en un escut i en ell un castell, tres veneres i un riu. Realitzada la fundació de Santiago del Estero, els seus primers anys van ser de dur batallar, fins que el valor dels seus fundadors la va afermar i va arribar a ésser en el curs dels anys la capital de l'antic Tucuman. Així va néixer la més antiga de les ciutats argentines, la qual es va convertir, en la segona meitat del segle xvi, en eix de la conquesta del centre i nord del país, segellant en el seu caminar pels segles el segell indeleble de la seva influència en l'activitat humana, sobretot d'aquells anys signats per les lluites i les necessitats.
En adhesió a la cambra centenària de la fundació de la ciutat de Santiago del Estero, l'Honorable Junta d'Estudis Històrics de Santiago del Estero va organitzar el Primer Congrés d'Història Argentina, del 25 al 29 d'agost de 1953, oportunitat en què es va retre homenatge a la gesta conquistadora i al capità Francisco de Aguirre, exaltant la seva figura.
El 1952 l'Acadèmia Nacional d'Història va donar a conèixer un dictamen basat en l'informe subscrit pels acadèmics doctors Raúl H. Molina, Enrique Udaondo i R. P. Guillermo Furlong S. J., de la comissió especial designada a aquest efecte, en el qual es va determinar que la ciutat de Santiago del Estero va ser fundada per Francisco de Aguirre el 25 de juliol 1553, fonamentant-se en les actes del cabildo colonial santiagueny del 14 d'abril de 1774 i del 21 de juliol de 1779. En el seu llibre Fundació i Frustració en la Història Argentina, el Dr. Bernardo Canal Feijoo assenyala que el rei Carles V va assignar els dos primers districtes del territori sud-americà a Gonzalo Pizarro (Nova Castella) i a Diego de Almagro (Nova Toledo).
Pizarro va realitzar la seva fundació sobre el límit sud del seu districte. La guerra civil va paralitzar la conquesta. Les disputes van ser originades per jurisdiccions imprecises i ànsies de riquesa. La mort de Almagro (1538) va alleugerir l'empresa per a Pizarro, qui el 1541 va estendre en nom de la seva majestat el districte de Nova Toledo, atorgat a don Pedro de Valdivia. Aquest esdeveniment va preocupar a la Corona i va determinar l'enviament d'un home enèrgic i hàbil, el Prevere Llicenciat Pedro de la Gasca, membre de la Santa Inquisició, anomenat "El Pacificador". Pizarro i Carvajal van ser decapitats. En segona instància va passar la seva mirada al sud. A Xile (1548) es trobava el seu fundador, don Pedro de Valdivia. "El Pacificador" va atorgar en nom de "la seva Catòlica Majestat" nova provisió i va fixar la jurisdicció entre els paral·lels Lat. Sud 27 al 47º i 500 km terra endins. Això va consagrar un taxatiu confinament de Valdivia dintre del Nou Extrem. La determinació del límit nord (paral·lel 27º) no era arbitrària: d'una banda allunyava 2º el límit sud, fixat per Carles V al districte de Nova Toledo, per una altra tancava una concessió particular a Valdivia. Allí es trobava el feu d'un dels seus capitans més distingits, Francisco de Aguirre.
El 1549, De la Gasca va atorgar provisió de governador de les Províncies del Tucuman, Juríes i Diaguitas, al capità Juan Núñez de Prado, qui segons expressava el document era "baró prudent, just i valerós". Diversos detalls destaquen en aquesta provisió. En primer lloc, la insistent determinació dels objectius de "poblar un poble" en la regió del Tucuman per totes les vies i formes possibles. I en segon lloc, no es va fixar límits geodèsics al mandat, considerant a les províncies del Tucuman, Juríes i Diaguitas com àmbits simplement etnogràfics (jurisdiccionalment el Tucuman s'estén a l'est de la província del Nou Extrem, fins a tocar amb la del Paraguai i Riu de la Plata, a menys de 200 llegües). Amb la seva provisió, Núñez de Prado va organitzar la seva tropa i es va internar en les províncies assignades i va dur dos sacerdots dominicans, els pares Alfonso Tro i Gaspar Carvajal.
Entre 1550 i 1552 va recórrer el territori buscant el lloc on "poblar el poble". Va intentar tres vegades fundar una ciutat que es va obstinar a denominar "El Barco", en homenatge al poble de naixença del seu provisor, la ciutat del El Barco de Ávila, a Espanya. La pesta, després un malson d'indis i més tard una inundació, van frustrar totalment l'intent. El pare Ufanós anomenaria "Ciutat Portàtil" al fruit d'aquell conat tres vegades fallit. Diu Canal Feijoo que Núñez de Prado va ser el conquistador amb menys sort de tots els que van trepitjar sòl sud-americà.
1551. A Xile, Valdivia va atorgar al més distingit dels seus capitans i el més poderós en el Nou Extrem Francisco d'Aguirre una provisió que, en certa manera, va contestar a la qual De la Gasca va atorgar a Núñez de Prado. Ampliada l'any següent aquesta provisió, es va fer nomenar com a Lloctinent Capità General i Governador de la ciutat del Vaixell i La Serena i els seus termes i jurisdiccions de les altres ciutats, viles i llocs que estiguessin poblats, fet que va implicar un alçament contra "El Pacificador" del Perú. Va estendre el seu mandat més enllà dels límits de la demarcació assignada per Valdivia. El to formal va contrastar amb el qual va expedir a Núñez de Prado: tenia un propòsit de "servei a nostre Senyor Déu", Valdivia va autoritzar sense reserves a "fer tot el que convingués al servei de la seva Majestat". Aguirre va partir del seu feu de La Serena i Copiapó i va travessar la Sierra Nevada, a l'altura de Santiago del Nou Extrem. Va prendre rectament la línia del paral·lel 27º i va fixar com a límit nord el Nou Extrem, en el precís angle NE de la demarcació i hi va decidir establir un primer poble. Va trobar a Núñez de Prat amb la seva gent i els sacerdots Tro i Carvajal patint penúries, ja que una crescuda del riu del Estero va desbaratar per tercera vegada el seu intent de "poblar un poble" denominat "El Barco".
Núñez va baixar del Perú, camí cap al sud, i Aguirre es va disposar a tallar-li allí el pas. Ambdós conquistadors van posar el peu en la mateixa ratlla. En la trobada, l'alternativa va afavorir al valdivià Aguirre. Enfront d'ell, la figura de Núñez de Prat es va desdibuixar. Per a Canal Feijoo, les cròniques mostren als dos capitans amb perfils exemplars, a Núñez de Prado els seus actes el mostren insegur, mentre que a Francisco de Aguirre ferm, eficient i ambiciós. Al gasquista Núñez de Prado la història de la conquesta l'oblidaria. El triomf va ser per a Francisco de Aguirre. Núñez va renunciar a la disputa i el va cedir "sota coacció", se'l va enviar a Xile i d'allí al Perú, deixant lliure el camí per a Aguirre. Aquest va avançar una mica més a dalt del lloc on Núñez del Prado va intentar poblar per tercera vegada "El Barco" i hi va poblar el seu propi poble, que el va denominar Santiago en homenatge directe a la ciutat que va fundar Valdivia a Mapocho, i indirecte a l'Apòstol Patró de les Espanyes. El va cognomenar "del Estero" en homenatge al riu que va desbaratar l'últim intent de Núñez de Prado.
Va néixer Santiago del Estero com una ciutat xilena, en oposició a la no nata ciutat peruana de "El Barco". Valdivia va enderrocar a De la Gasca cap al juliol de 1553.
1554. Aguirre no va portar sacerdots en la seva expedició. Tot just va establir la nova ciutat li va arribar la notícia de la mort de Valdivia, el qual va deixar un testament instituint-lo com el seu successor en el govern de Xile, de manera abusivament arbitrària, puix que la potestat política no era transmissible per successió. Aguirre va recollir l'envit, iniciant-se l'última destinació del conquistador. Va tornar a Xile, deixant al comandament de la seva ciutat al Tinent de Governador Juan Gregorio Bazán.

## Ciutats agermanades
- Talavera de la Reina, Espanya
- Hama (Hamáh), Síria

## Esports
- Futbol: els clubs més importants són l'Atlético Mitre, la Unión Santiago, l'Estudiantes, el Club Guemes i el Club Central Córdoba, per història el de major rellevància, en ser el primer equip de l'interior del país a vèncer el poderós Boca Juniors en el seu propi estadi (la mítica Bombonera).
- Bàsquet: El Club Quimsa és el més important de la ciutat.